# Caddo (rivière)
Pour les articles homonymes, voir Caddo.
La Caddo est une rivière de l'Arkansas aux États-Unis dont le cours s'étend sur environ 65 km. Son nom lui vient de la tribu Caddo qui vivait sur ses rives.

## Cours
La Caddo prend sa source dans les Ouachita Mountains puis traverse les comtés de Montgomery, de Pike et de Clark dans l'Arkansas avant de rejoindre le Lac DeGray puis de se jeter dans la Ouachita au nord d'Arkadelphia (Arkansas).
Les localités traversées par la Caddo sont:
- Black Springs
- Norman (Arkansas)
- Caddo Gap (Arkansas)
- Glenwood (Arkansas)
- Amity (Arkansas)